# Kein Mut, kein Mädchen
Kein Mut, kein Mädchen ist das Debütalbum von Herwig Mitteregger. Es erschien 1983 unter dem Label CBS Records. Musikalisch wird das Album dem Genre Rockmusik und Pop zugerechnet. Es wurde im Spliff Studio in Berlin aufgenommen, entstanden ist es im Glaspalast Studio.

## Titelliste
| Nr. | Titel                                            | Autor(en)                      | Länge |
| --- | ------------------------------------------------ | ------------------------------ | ----- |
| 1   | Kreuzberg                                        | H. Mitteregger                 | 3:54  |
| 2   | So oder so                                       | H. Mitteregger                 | 3:21  |
| 3   | Heiraten                                         | H. Mitteregger                 | 3:59  |
| 4   | Kalt wie'n Stein                                 | H. Mitteregger                 | 5:55  |
| 5   | Ocean                                            | H. Mitteregger                 | 5:03  |
| 6   | Du und Ich                                       | H. Mitteregger                 | 3:03  |
| 7   | Deutsche Läuse (Coverversion "Crabsody in Blue") | B. Scott †/A. Young/M. Young † | 3:19  |
| 8   | Rudi                                             | H. Mitteregger                 | 3:57  |

## Besetzung
Albumproduktion
- Herwig Mitteregger: alle Instrumente, Gesang
- Imre Sereg, Udo Arndt, Karo: Toningenieure/Aufnahmeleiter

Artwork
- Fotos: Jim Rakete[8]

## Rezeption
Laut deutsche-mugge.de war Herwig Mitteregger (wie schon bei Spliff) seiner Zeit voraus. Die Musik ist mit dem Punk, von dem er ursprünglich kam, weit mehr verwandt als mit dem typischen Spliff-Sound. Weniger Pop, mehr Rock ist hier Programm. Und trotzdem lässt sich der Spliff-Sound auch hier wiedererkennen. Damals innovative Produktionstechniken, facettenreiche Arrangements und geniale Einfälle beim Verfassen von Mittereggers Texten machen das Album zu etwas Besonderem. Kein Mut , kein Mädchen ist ein abwechslungsreiches und inspiriertes Album, für das es zur damaligen Zeit kein vergleichbares anderes gab.
Kein Mut, kein Mädchen stieg am 30. Januar 1984 in die deutschen Albumcharts auf Platz 62 ein. Die höchste Position, Platz 48, konnte für eine Woche lang gehalten werden. Nach sechs Wochen fiel das Album aus den Charts.